# Dvojčata (seriál)
Dvojčata (v anglickém originále Twins) je americký komediální seriál, který byl v letech 2005–2006 vysílán na stanici The WB.

## Obsazení
| Sara Gilbertová     | Mitchee Arnoldová |
| Melanie Griffithová | Lee Arnoldová     |
| Molly Stanton       | Farrah Arnoldová  |
| Mark Linn-Baker     | Alan Arnold       |